# Новое Надырово
Но́вое Нады́рово (тат. Яңа Нәдер) — село в Альметьевском районе Татарстана, административный центр Новонадыровского сельского поселения.

## История
В материалах II ревизии (1747 г.) «в деревне Надыровой, что на речке Большой Урсале» были зафиксированы «9 иноверцев татар» и 37 душ ясачных татар. Под названием Нова Надырова селение отображено на карте Уфимской провинции 1755 года, вошедшей в атлас И. Красильникова. По данным III ревизии (1762 г.) в «деревне Надыровой, что на р. Зае и на р. Большой Урсалы, Тамак тож» числились 19 душ ясачных татар, а также 23 души бывших ясачных татар, перешедших в тептярское сословие и входивших в команду старшины Есупа Надырова. Во время IV ревизии (1782 г.), материалы которой сохранились не полностью, в селении Новое Надырово проживали 38 душ мужского пола ясачных татар и 25 душ тептярей команды старшины Юсупа Надырова.
В «Списке населенных мест по сведениям 1859 года», изданном в 1864 году, населённый пункт упомянут как казённая и башкирская деревня Новая Надырова 1-го стана Бугульминского уезда Самарской губернии. Располагалась при речке Большой Урсале, по правую сторону Казанского почтового тракта из Бугульмы в Чистое Поле, в 45 верстах от уездного города Бугульмы и в 7 верстах от становой квартиры в казённой и башкирской деревне Альметева (Альметь-муллина). В деревне в 132 дворах жили 1089 человек (529 мужчин и 560 женщин). Была мечеть.
По сведениям переписи 1897 года, в деревне Ново-Надырова Бугульминского уезда Самарской губернии проживали 1905 человек (913 мужчин, 992 женщины), в том числе 1899 мусульман.
В 1929 году организован колхоз «Зай».
В Великой Отечественной войне из села участвовали 344 человек, из них погибли 264.

## Население
Численность населения
| 1746        | 1763 | 1795 | 1816 | 1859 | 1889 | 1910 | 1920 | 1926 | 1938 | 1949 | 1958 | 1970 | 1979 | 1989 | 2002 | 2010 | 2015 |
| ----------- | ---- | ---- | ---- | ---- | ---- | ---- | ---- | ---- | ---- | ---- | ---- | ---- | ---- | ---- | ---- | ---- | ---- |
| 46 душ м.п. | 165  | 331  | 583  | 1089 | 1996 | 2473 | 2366 | 2235 | 2307 | 2014 | 1786 | 1686 | 1472 | 992  | 1127 | 761  | 1437 |

Национальный состав
Согласно результатам переписи 2002 года, в национальной структуре населения села татары составляли 96% из 1127 человек.